# رانوهیرا
رانوهیرا (به لاتین: Ranohira) یک منطقهٔ مسکونی در ماداگاسکار است که در ایهوسی واقع شده است. رانوهیرا ۱۶٬۰۴۱ نفر جمعیت دارد و ۱٬۰۹۰ متر بالاتر از سطح دریا واقع شده است.